# Giáo hoàng Pascalê I
Pascalê I (Latinh: Paschalis) là vị giáo hoàng thứ 98 của Giáo hội Công giáo. Ông là người kế nhiệm Giáo hoàng Stephen IV (V) và được giáo hội suy tôn là thánh sau khi qua đời. Theo niên giám tòa thánh năm 1806 thì ông đắc cử Giáo hoàng vào năm 817 và ở ngôi Giáo hoàng trong 7 năm 17 ngày. Niên giám tòa thánh năm 2003 xác định triều đại của ông bắt đầu từ ngày 25 tháng 1 năm 817 và kết thúc vào ngày 11 tháng 2 năm 824.
Giáo hoàng Pascal I sinh tại Rôma trong gia đình Massimo. Mối quan hệ giữa Giáo hội với bộc tộc Frank ngày càng được cải thiện hơn và Louis Ngoan Đạo dâng cúng cho Đức Giáo hoàng hai đảo Corse và Sardegna.
Năm 817, Louis lại tái diễn cử chỉ của Carôlô Cả, bằng cách tự tay đội triều thiên cho trưởng nam của ông là Lôthariô trong một đại hội nhóm tại Aix (năm 823, khi Lôthariô qua Roma, Đức Giáo hoàng Pascalê I vội vàng làm lễ tấn tôn cho ông). Hơn nữa, Louis, trong các văn bản chính thức, không sài các tước hiệu vua nước Pháp và Lombarđô nữa, mà xưng là Hoàng Đế Augustô.
Đức Paschal là người nhiệt thành và sốt sắng sùng kính các thánh tử đạo. Ông đã cho khai quật vô số tích thánh và cho lưu giữ tại nhiều thánh đường. Đặc biệt, ngài cho mở thi hài Thánh Cecilia ở Hang Toại Đạo San Callisto. Ông say sưa khám phá các hang toại đạo và tìm được hơn 2.300 vị tử đạo. Ông cũng mở ra ở Rôma một nơi trú ẩn cho những người Hy-lạp bị cuộc bách hại của những người bài ảnh tượng buộc phải rời Đông phương. Ông được giáo hội kính nhớ vào ngày 11 tháng 2.